# Diplazium hirtipes
Diplazium hirtipes är en majbräkenväxtart som beskrevs av Hermann Christ.
Diplazium hirtipes ingår i släktet Diplazium och familjen Athyriaceae. Inga underarter finns listade i Catalogue of Life.